# Airy (cratère martien)
Pour les articles homonymes, voir Airy.
Airy est un cratère d'impact de 41 km de diamètre situé sur la planète Mars par 5,1°S et 0,1° E, au nord-ouest de Noachis Terra et au sud de Meridiani Planum, dans les quadrangles de Margaritifer Sinus et de Sinus Sabaeus. Il a été nommé en hommage à l'astronome britannique George Biddell Airy (1801-1892).
Le cratère Airy-0, qui a défini la position du premier méridien martien, est situé à l'intérieur du cratère Airy.